# 蠕虫

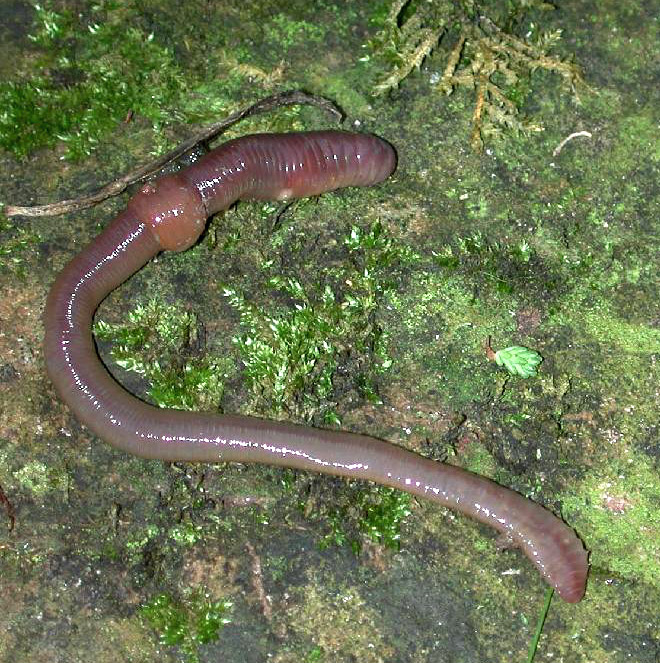
ミミズ

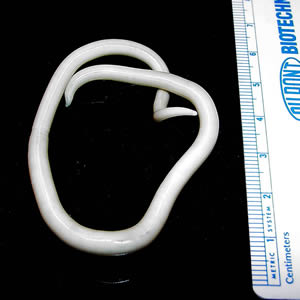
回虫

蠕虫（ぜんちゅう）は、体が細長く蠕動により移動する虫（小動物）の総称。ワーム (worm)。
脚は持たず、骨格・外骨格・貝殻のような硬い構造も持たない。また左右相称動物ではあるがあまりはっきりとはそれらしさが現れない。
ミミズなど野外で見られるものもあるが、寄生虫も多い。

## 分類学
蠕虫は、古くは分類群として認められ、たとえばリンネは無脊椎動物の中の一群の名にこれを用いている。しかしその内容が検討されるにつれ、次第に用いられなくなった。たとえば18世紀の分類体系の代表であるキュビエのそれにはすでにこの名はない。しかし、分類のはっきりしない、あるいはあまり頓着しない場合、扱いやすい用語としてその後も用いられた。また、大まかにその動物の姿を現す言葉として蠕虫様という表現は今も生きている。
現在では特定の分類群の呼び名ではない。以下のような動物門に属するものがこれにあたる。
- 鰓曳動物
- 環形動物
- 舌形動物
- 節足動物の一部（甲虫やハエなどの幼虫）
- 線形動物
- 鉤頭動物
- 扁形動物
- 類線形動物